# Лиса Даниелс
Лиса Даниелс (на испански: Lisa Daniels) е колумбийска порнографска актриса.
Родена е на 2 септември 1977 г. в град Богота, Колумбия. Когато е на две години семейството ѝ се премества в Калифорния, САЩ.
Дебютира като актриса в порнографската индустрия през 2005 г., когато е на 28-годишна възраст.
Участва в епизода „Major Boobage“ от американския анимационен сериал за възрастни „Саут Парк“, като е изобразена в анимирана форма чрез ротоскопиране.

## Награди
- 2017: Urban X зала на славата.[1][6]